# Équipe du Japon de rugby à XV à la Coupe du monde 2019
L'équipe du Japon de rugby à XV participe à la Coupe du monde en 2019, pour la neuvième fois en autant d'éditions.

## Préparation de l'évènement

### Pacific Nations Cup
Le Japon participe à la coupe des nations du pacifique, dans la poule B, où il remporte tous ses matchs sortant ainsi vainqueur de la compétition.
| 27 juillet 2019 | Fidji | 21 - 34 (14 - 29) | Japon | Kamaishi Recovery Memorial Stadium 13 135 spectateurs Arbitre : Luke Pearce |
| 27 juillet 2019 |       |                   |       | Kamaishi Recovery Memorial Stadium 13 135 spectateurs Arbitre : Luke Pearce |
| 27 juillet 2019 |       |                   |       | Kamaishi Recovery Memorial Stadium 13 135 spectateurs Arbitre : Luke Pearce |

| 3 août 2019 | Tonga | 7 - 41 (0 - 21) | Japon | Hanazono Rugby Stadium Arbitre : Jérôme Garcès |
| 3 août 2019 |       |                 |       | Hanazono Rugby Stadium Arbitre : Jérôme Garcès |
| 3 août 2019 |       |                 |       | Hanazono Rugby Stadium Arbitre : Jérôme Garcès |

| 10 août 2019 | États-Unis | 20 - 34 (13 - 20) | Japon | ANZ Stadium (Suva) Arbitre : Glen Jackson |
| 10 août 2019 |            |                   |       | ANZ Stadium (Suva) Arbitre : Glen Jackson |
| 10 août 2019 |            |                   |       | ANZ Stadium (Suva) Arbitre : Glen Jackson |

| Rang | Pays   | J | V | N | D | Bo | Bd | Pm  | Pe  | Diff | Pts |
| ---- | ------ | - | - | - | - | -- | -- | --- | --- | ---- | --- |
| 1    | Japon  | 3 | 3 | 0 | 0 | 3  | 0  | 109 | 48  | +61  | 15  |
| 2    | Samoa  | 3 | 1 | 0 | 2 | 0  | 2  | 38  | 40  | -2   | 6   |
| 3    | Canada | 3 | 0 | 0 | 3 | 0  | 1  | 55  | 118 | -63  | 1   |

| Rang | Pays       | J | V | N | D | Bo | Bd | Pm  | Pe  | Diff | Pts |
| ---- | ---------- | - | - | - | - | -- | -- | --- | --- | ---- | --- |
| 1    | Japon      | 3 | 3 | 0 | 0 | 3  | 0  | 109 | 48  | +61  | 15  |
| 2    | Fidji (T)  | 3 | 2 | 0 | 1 | 1  | 0  | 69  | 50  | +19  | 9   |
| 3    | États-Unis | 3 | 2 | 0 | 1 | 1  | 0  | 80  | 63  | +17  | 9   |
| 4    | Samoa      | 3 | 1 | 0 | 2 | 0  | 2  | 38  | 40  | -2   | 6   |
| 5    | Tonga      | 3 | 1 | 0 | 2 | 1  | 0  | 57  | 89  | -32  | 5   |
| 6    | Canada     | 3 | 0 | 0 | 3 | 0  | 1  | 55  | 118 | -63  | 1   |

|  | Vainqueur |

T Tenant du titre
Attribution des points
Victoire : 4, match nul : 2, défaite : 0 ; plus les bonus (offensif : 4 essais marqués minimum ; défensif : défaite par 7 points d'écart maximum).
Règles de classement
Lorsque deux équipes sont à égalité au nombre total de points terrain, la différence se fait aux nombre de points terrains particuliers entre les équipes à égalité.

### Matchs de préparation
En plus de ses trois matchs de Pacific Nations Cup, l'équipe du Japon effectue également un test match contre l'Afrique du Sud, l'équipe contre laquelle le Japon avait glané une victoire retentissante lors de la précédente Coupe du monde.
| No | Date             | Lieu            | Match                  | Score  | Compétition |
| -- | ---------------- | --------------- | ---------------------- | ------ | ----------- |
| 1  | 6 septembre 2019 | Kumagaya, Japon | Japon – Afrique du Sud | 7 – 41 | Test match  |

## Joueurs sélectionnés

### Groupe sélectionné pour la préparation
Jamie Joseph nomme le 4 juin 2019 un premier groupe élargi de 42 joueurs pour préparer la Pacific Nations Cup et la Coupe du monde.
| Entraîneur | Entraîneur             | Jamie Joseph |
| Avants     | Pilier                 | Keita Inagaki, Koo Jiwon, Yusuke Kizu, Isileli Nakajima Vakauta, Masataka Mikami, Hiroshi Yamashita Asaeli Valu, Koki Yamamoto |
| Avants     | Talonneur              | Shota Horie, Kosuke Horikoshi, Takuya Kitade, Atsushi Sakate                                                                   |
| Avants     | Deuxième ligne         | Samuel Anise, Grant Hattingh, Uwe Helu, James Moore, Luke Thompson, Wimpie van der Walt                                        |
| Avants     | Troisième ligne aile   | Kazuki Himeno, Lappies Labuschagné, Michael Leitch , Shunsuke Nunomaki, Yoshitaka Tokunaga, Rahboni Warren-Vosayaco            |
| Avants     | Troisième ligne centre | Amanaki Mafi, Hendrik Tui |
| Arrières   | Demi de mêlée          | Yutaka Nagare, Kaito Shigeno, Fumiaki Tanaka                                                                                   |
| Arrières   | Demi d'ouverture       | Rikiya Matsuda, Yu Tamura |
| Arrières   | Centre                 | Yusuke Kajimura, Timothy Lafaele, Ataata Moeakiola, Ryoto Nakamura, Will Tupou                                                 |
| Arrières   | Ailier                 | Kenki Fukuoka, Jamie Henry, Lomano Lemeki, Ataata Moeakiola, William Tupou                                                     |
| Arrières   | Arrière                | Kotaro Matsushima, Ryuji Noguchi, Ryohei Yamanaka                                                                              |

### Liste définitive
Liste des 31 joueurs convoqué par Jamie Joseph pour disputer la coupe du monde jouée à domicile.
Nombre de sélections à jour au 4 septembre 2019

### Les avants
| 'Nom                     | Poste           | Naissance         | Sélections (points marqués) | Club                      | Franchise | Année 1re sélection |
| Keita Inagaki            | Pilier          | 2 juin 1990       | 28 (0)                      | Panasonic Wild Knights    | -         | 2014                |
| Koo Jiwon                | Pilier          | 20 juillet 1994   | 7 (0)                       | Honda Heat                | Sunwolves | 2017                |
| Yusuke Kizu              | Pilier          | 2 décembre 1995   | 3 (0)                       | Toyota Verblitz           | -         | 2019                |
| Isileli Nakajima Vakauta | Pilier          | 9 juillet 1989    | 2 (0)                       | Kobelco Steelers          | -         | 2018                |
| Asaeli Valu              | Pilier          | 7 mai 1989        | 8 (10)                      | Panasonic Wild Knights    | Sunwolves | 2017                |
| Shota Horie              | Talonneur       | 21 janvier 1986   | 61 (50)                     | Panasonic Wild Knights    | Sunwolves | 2009                |
| Takuya Kitade            | Talonneur       | 14 septembre 1992 | 0 (0)                       | Suntory Sungoliath        | Sunwolves | 2019                |
| Atsushi Sakate           | Talonneur       | 21 juin 1993      | 16 (15)                     | Panasonic Wild Knights    | Sunwolves | 2016                |
| Uwe Helu                 | Deuxième ligne  | 12 juillet 1990   | 13 (0)                      | Yamaha Júbilo             | Sunwolves | 2016                |
| James Moore              | Deuxième ligne  | 11 juin 1993      | 2 (0)                       | Munakata Sanix Blues      | Sunwolves | 2019                |
| Luke Thompson            | Deuxième ligne  | 16 avril 1981     | 65 (45)                     | Kintetsu Liners           | Sunwolves | 2007                |
| Wimpie van der Walt      | Deuxième ligne  | 6 janvier 1989    | 12 (10)                     | NTT Docomo Red Hurricanes | -         | 2017                |
| Kazuki Himeno            | Troisième ligne | 27 juillet 1994   | 12 (15)                     | Toyota Verblitz           | -         | 2017                |
| Lappies Labuschagné      | Troisième ligne | 11 janvier 1989   | 2 (0)                       | Kubota Spears             | -         | 2019                |
| Michael Leitch (cap.)    | Troisième ligne | 7 octobre 1988    | 62 (95)                     | Toshiba Brave Lupus       | -         | 2008                |
| Amanaki Mafi             | Troisième ligne | 11 janvier 1990   | 24 (45)                     | NTT Shining Arcs          | Sunwolves | 2014                |
| Yoshitaka Tokunaga       | Troisième ligne | 10 avril 1992     | 11 (0)                      | Toshiba Brave Lupus       | Sunwolves | 2017                |
| Hendrik Tui              | Troisième ligne | 13 décembre 1987  | 44 (90)                     | Suntory Sungoliath        | Sunwolves | 2012                |

### Les arrières
| Nom               | Poste         | Naissance        | Sélections (points marqués) | Club                   | Franchise | Année 1re sélection |
| Yutaka Nagare     | Demi de mêlée | 4 septembre 1992 | 18 (10)                     | Suntory Sungoliath     | -         | 2017                |
| Kaito Shigeno     | Demi de mêlée | 21 novembre 1990 | 9 (5)                       | Toyota Verblitz        | Sunwolves | 2012                |
| Fumiaki Tanaka    | Demi de mêlée | 3 janvier 1985   | 70 (40)                     | Panasonic Wild Knights | Sunwolves | 2008                |
| Rikiya Matsuda    | Ouvreur       | 3 mai 1994       | 19 (39)                     | Panasonic Wild Knights | Sunwolves | 2016                |
| Yu Tamura         | Ouvreur       | 9 janvier 1989   | 56 (218)                    | Canon Eagles           | Sunwolves | 2012                |
| Timothy Lafaele   | Centre        | 19 août 1991     | 17 (27)                     | Coca Cola Red Sparks   | Sunwolves | 2016                |
| Ryoto Nakamura    | Centre        | 3 juin 1991      | 18 (63)                     | Suntory Sungoliath     | Sunwolves | 2013                |
| Will Tupou        | Centre        | 20 juillet 1990  | 9 (5)                       | Coca Cola Red Sparks   | -         | 2017                |
| Kenki Fukuoka     | Ailier        | 7 septembre 1992 | 32 (105)                    | Panasonic Wild Knights | -         | 2013                |
| Lomano Lemeki     | Ailier        | 20 janvier 1989  | 11 (35)                     | Honda Heat             | -         | 2016                |
| Ataata Moeakiola  | Ailier        | 2 juin 1996      | 3 (15)                      | Université Tōkai       | Chiefs    | 2016                |
| Kotaro Matsushima | Arrière       | 26 février 1993  | 33 (80)                     | Suntory Sungoliath     | -         | 2014                |
| Ryohei Yamanaka   | Arrière       | 22 juin 1988     | 13 (53)                     | Kobelco Steelers       | Sunwolves | 2010                |